# Bravo Molière
Bravo Molière (Molierissimo) è una serie televisiva a cartoni animati prodotta da IDDH nel 1987. È stata trasmessa su Italia 1 nel 1991 e su un circuito di reti regionali facente capo a Junior Tv nel 1994. 
La sigla italiana, la quale è composta da Alessandra Valeri Manera e Massimiliano Pani ed è cantata da Cristina D'Avena, venne pubblicata su Fivelandia 9 – Le più belle sigle originali dei tuoi amici in TV; ma rimase inedita in TV a favore della sigla originale francese.

## Episodi
1. Le masque et l'épée
2. Les enfants de la famille
3. L'illustre théâtre
4. La robe de Médée
5. Le théâtre ambulant
6. L'étourdi
7. Le combat pour Paris
8. Le prince de Conti
9. L'enlèvement
10. Les caprices d'un grand
11. Monsieur frère du roi
12. Le grand jour
13. Le livre de La Grange
14. Les précieuses ridicules
15. La cavale
16. L'arrestation
17. Le coup de théâtre
18. Le théâtre du Palais Royal
19. La fugue
20. Vaulx le vicomte
21. L'exil
22. Les brigands
23. La nuit des arlequins
24. Deux jeunes tambours
25. L'école des femmes
26. Les plaisirs de l'île enchantée